# Andrzej Duda
Andrzej Sebastian Duda (uitspraak: [ˈandʐɛj ˈduda]ⓘ) (Krakau, 16 mei 1972) is een Pools politicus en jurist. Vanaf 6 augustus 2015 tot 1 juni 2025 was hij president van Polen. Eerder was hij onder meer onderstaatssecretaris van Justitie (2006-2007) en lid van het Europees Parlement (2014-2015).

## Biografie
Andrzej Duda groeide op in zijn geboortestad Krakau en was tijdens zijn jeugd actief als lid van de padvinderij. Later studeerde hij rechten aan de Jagiellonische Universiteit, waar hij in 1996 zijn bul behaalde. Vanaf 1997 was hij aan deze universiteit verbonden als wetenschappelijk medewerker en universitair docent. In januari 2005 behaalde hij een doctoraat in de rechtswetenschappen.
In de eerste helft van de jaren 2000 was Duda actief binnen de Vrijheidsunie (Unia Wolności, UW), maar ging na de parlementsverkiezingen van 2005 voor de fractie van Recht en Rechtvaardigheid (Prawo i Sprawiedliwość, PiS) werken. Op 1 augustus 2006 werd hij door de toenmalige premier Jarosław Kaczyński benoemd tot onderminister van Justitie, belast met wetgeving, internationale samenwerking en informatisering. Op 15 november 2007 verliet hij deze functie om lid te worden van het Staatstribunaal en van 16 januari 2008 tot 6 juli 2010 was Duda tevens onderstaatssecretaris in de kanselarij van president Lech Kaczyński.
Na de verkiezing van Bronisław Komorowski tot president van Polen in 2010 deed Duda namens zijn partij tevergeefs een gooi naar het burgemeesterschap van Krakau, maar werd wel verkozen tot lid van de gemeenteraad. Bij de parlementsverkiezingen van 2011 werd Duda namens de PiS verkozen tot lid van de Sejm. In 2014 gaf hij zijn zetel op nadat hij was verkozen tot lid van het Europees Parlement.
Op 6 december 2014 werd bekendgemaakt dat Duda namens de PiS kandidaat zou zijn in de presidentsverkiezingen van 2015. Bij de eerste ronde van deze verkiezingen, die plaatsvond op 10 mei 2015, behaalde hij met 34,76% van de geldige stemmen onverwacht de eerste plaats, iets minder dan 1% boven de zittende president Bronisław Komorowski. Ook in de tweede ronde, die op 24 mei plaatsvond, versloeg hij Komorowski met 51,55% van de stemmen. In verband met zijn verkiezing tot president trad hij op 25 mei af als lid van het Europees Parlement. Op 6 augustus 2015 werd Duda beëdigd als zesde president van de Derde Poolse Republiek.
Andrzej Duda is getrouwd en heeft een dochter.
- Gemeinsame Normdatei: 107551553X
- International Standard Name Identifier: 0000 0001 1362 3918
- Library of Congress Control Number: no2015160551
- Nationale Bibliotheek van Letland: 000262688
- Nationale Bibliotheek van Tsjechië: jo2018997112
- Nationale Bibliotheek van Israël: 987007382929405171
- Système universitaire de documentation: 199387966
- Virtual International Authority File: 166027314
- WorldCat: E39PBJyH3FV6H4RVhb3v4Mfwmd